# تشاك بورتر (لاعب كرة قاعدة)
تشاك بورتر (بالإنجليزية: Chuck Porter)‏ هو لاعب كرة قاعدة أمريكي، ولد في 12 يناير 1955 في بالتيمور في الولايات المتحدة.

## وصلات خارجية
- تشاك بورتر على موقعبيزبول رفرنس.كوم (الدوري الرئيسي) (الإنجليزية)
- تشاك بورتر على موقعبيزبول رفرنس.كوم (الدوري الثانوي) (الإنجليزية)